# Embajada de Ucrania en los Países Bajos

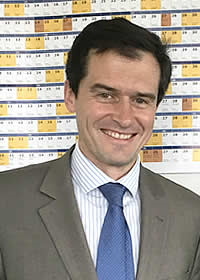
Vsevolod Chentsov, el embajador desde 2017

La Embajada de Ucrania en La Haya es la misión diplomática de Ucrania en los Países Bajos. El edificio de la embajada se encuentra en Zeestraat, La Haya. El embajador de Ucrania en los Países Bajos ha sido Vsevolod Chentsov desde el 2017.

## Historia
Tras el colapso de la Unión Soviética, Ucrania se declaró independiente en diciembre de 1991. Los Países Bajos reconocieron Ucrania el 31 de diciembre de 1991. Las relaciones diplomáticas se establecieron el 1 de abril de 1992 en Kiev por un intercambio de notas diplomáticas. El mayo de 2002 se abrió la embajada de Ucrania en La Haya.